# LC7
Pour les articles homonymes, voir LC7 (homonymie).
LC7 est un « siège tournant » dessiné par Charlotte Perriand en 1927 puis édité de nouveau après la Seconde Guerre mondiale par Cassina.

## Historique

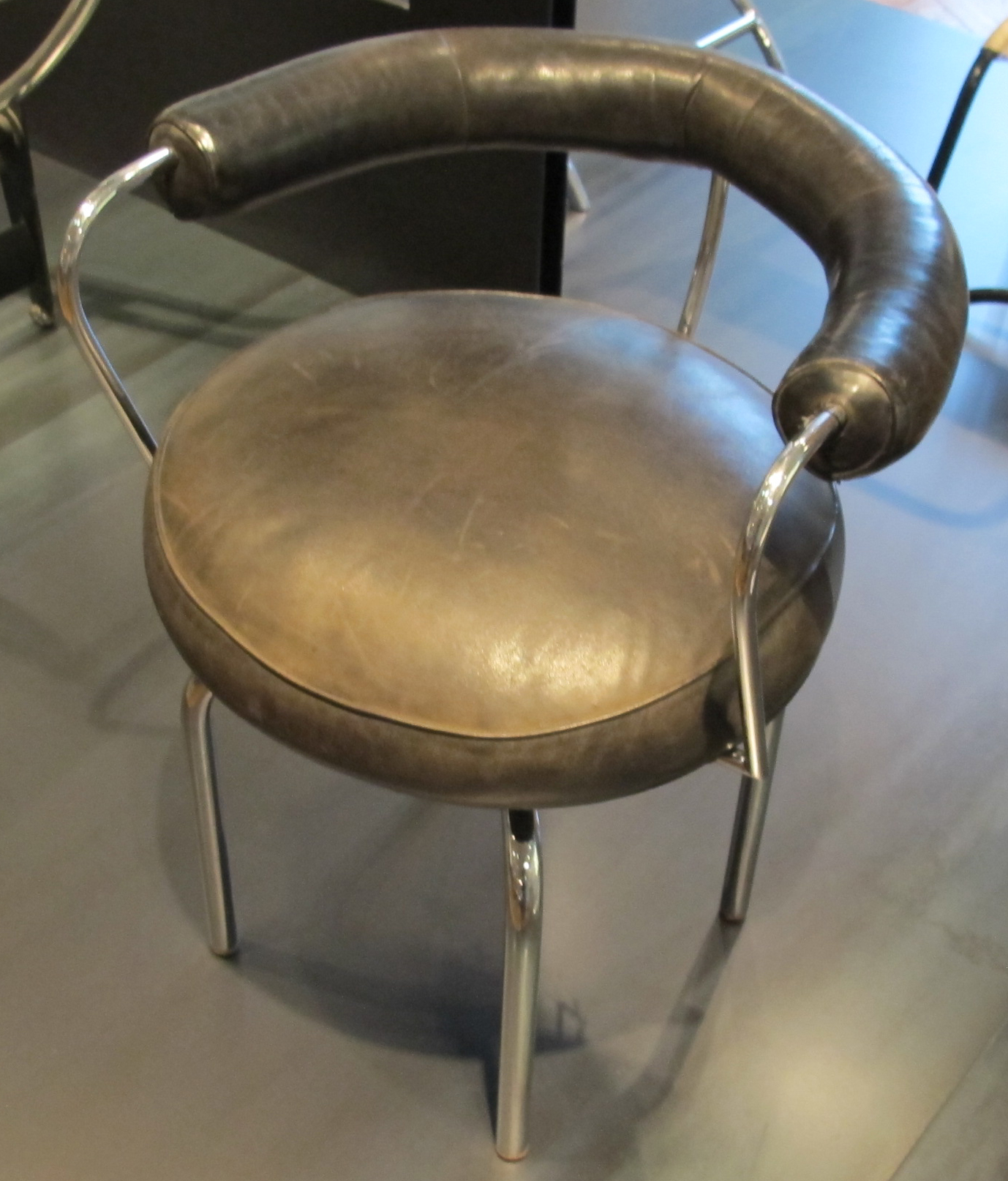
Siège LC7, Charlotte Perriand, (1927), musée des Arts décoratifs, Paris.

Le fauteuil LC7 (B 302 à l'origine) est créé pour la salle à manger de son petit appartement-atelier de la place Saint-Sulpice en 1927. Le fauteuil est montré la même année au public au Salon d’automne. L'objet entre dans la collection « Le Corbusier, Pierre Jeanneret et Charlotte Perriand », lorsque cette dernière intègre l'agence des deux premiers en 1928. Le siège va faire alors partie d'une série plus large de meubles métalliques, la Collection LC. Le fauteuil est présenté avec plusieurs autres pièces sous le thème « Salle à manger 1928 » lors du salon des Artistes Décorateurs de Paris, au salon Der Stuhl à Stuttgart durant l'automne 1928,, puis l'année suivante au Salon d'automne sous le thème « l'Équipement intérieur d'une habitation » avec, entre autres, la chaise longue réglable ou le « Fauteuil Grand Confort ». 
Après un prototype fabriqué par Hour & Le Gac (Boulogne-Billancourt), ainsi qu'une toute petite série plus évoluée par Jacques Labadie, le siège rotatif est édité par Thonet Frères à partir de 1930 puis plusieurs décennies après par Cassina, ; il devient une icône du design moderne,.